# Кошаре (Ђаковица)
Кошаре (алб. Kosharë) је насељено место у општини Ђаковица, на Косову и Метохији. Према попису становништва из 2011. насеље више нема становника.

## Историја
На Кошарама је 1999. године вођена битка против косовских Албанаца, које је активно подржала војска Албаније, НАТО пакт и страни плаћеници. Продор је завршен победом Војске Југославије која је зауставила инвазију са албанске стране.

## Становништво
Према званичним пописима, Кошаре има следећи број становника:
| Демографија | Демографија | Демографија |
| Година      | Становника  | Становника  |
| ----------- | ----------- | ----------- |
| 1948.       | 160         |             |
| 1953.       | 156         |             |
| 1961.       | 200         |             |
| 1971.       | 240         |             |
| 1981.       | 250         |             |
| 1991.       | 277         |             |
| 2011.       | 0           |             |